# Óscar Arizaga
Óscar Arizaga (Perú, 20 de agosto de 1957 - Callao, 26 de junio de 2023) fue un futbolista peruano. Jugaba de defensa central.

## Trayectoria
Su debut en primera división lo hizo en el Club Atlético Chalaco, luego jugó en Deportivo Municipal hasta su retiro.

## Selección Peruana
Ha sido internacional con la Selección de fútbol de Perú en una oportunidad en el partido amistoso ante Uruguay jugado el 18 de julio de 1980 en Montevideo y que finalizó con empate 0-0. También fue parte del plantel de la selección peruana que asistió a la Copa Mundial de Fútbol de 1982.

### Participaciones en Copas del Mundo
| Mundial                        | Sede   | Resultado    |
| ------------------------------ | ------ | ------------ |
| Copa Mundial de Fútbol de 1982 | España | Primera fase |

## Clubes
| Club                | País | Año         |
| ------------------- | ---- | ----------- |
| Atlético Ayacucho   | Perú | 1975 - 1978 |
| Atlético Chalaco    | Perú | 1979 - 1982 |
| Deportivo Municipal | Perú | 1983 - 1984 |